# Ев Кюри
Ев Денѝз Кюрѝ Лабуѝс (на френски: Ève Denise Curie Labouisse) е френска и американска писателка.

## Биография
Тя е втората дъщеря на Пиер Кюри и Мария Кюри и по-малката сестра на Ирен Жолио-Кюри.
Ев завършва висше образование през 1925 г. и известно време е концертен пианист.
През 1937 г. издава биографичната книга за своята майка „Мадам Кюри“, която е филмирана през 1943 г. След като публикува биографията на майка си (3 години след нейната смърт), тя пише различни есета на тема музика, театър и кино.
Животът ѝ е свързан с Нобеловата награда. Родителите ѝ и сестра ѝ получават Нобелови награди в научната област, а съпругът ѝ, Хенри Ричардсън Лабуис, получава Нобеловата награда за мир. В продължение на 15 години той е президент на УНИЦЕФ.
През 1940 г., след поражението на Франция, тя бяга в Англия, откъдето помага на съюзниците до края на войната. Тя посещава различни страни в Европа и Азия и пише пътеписа Journey among warriors („Пътешествие сред войни“), хроника на видяното по време на посещенията на различните фронтове.
През 1954 г. се жени за Хенри Ричардсън Лабуис, а през 1958 г. става американски гражданин. Двамата със съпруга си посещават над 100 страни. Съпругът ѝ умира през 1987 г. Тя умира на 22 октомври 2007 г. на 102 години.